# Rio Paulo Diniz
O rio Paulo Diniz é um rio brasileiro do estado de São Paulo.